# ペカン・オラフラガ・ナシオナル

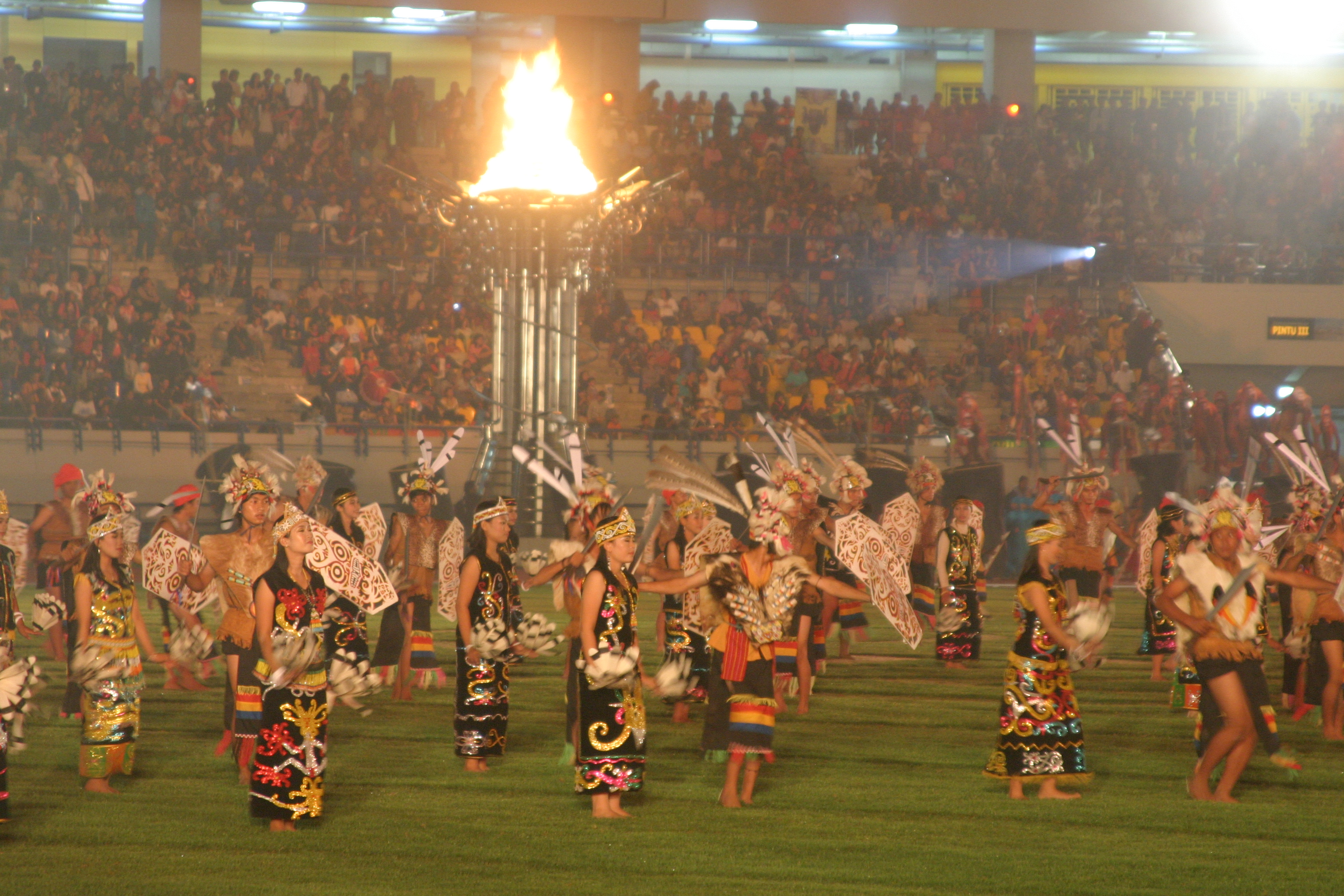
東カリマンタン州で開催された2008年大会の開会式で披露されたダヤク族の伝統舞踊、(ウタマ・パララン・スタジアム, サマリンダ)

ペカン・オラフラガ・ナシオナル (インドネシア語: Pekan Olahraga Nasional、略称: PON) はインドネシアで4年毎に開催される州対抗の総合スポーツ競技大会である。この大会は日本の国民スポーツ大会に相当する。ペカン・オラフラガ・ナシオナルをあえて日本語に訳すと、「国家体育週間」となる。

## 歴史

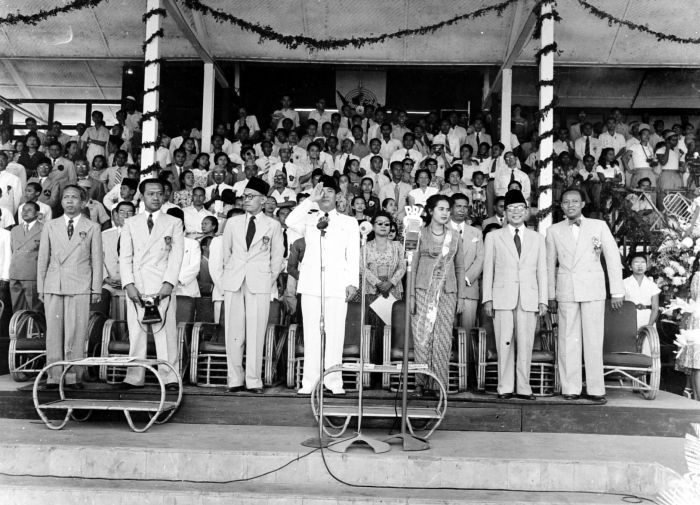
1951年にジャカルタで開催された大会に出席するスカルノ大統領とモハマッド・ハッタ副大統領

インドネシアスポーツ協会 (ISI) は、1938年にサッカー協会を含む各競技協会を統括する機関としてジャカルタで設立された。日本軍政下の1942年から1945年までは、スポーツ活動は体育の練習活動として行われていた。1945年にインドネシア独立宣言が発布されると、スポーツ活動運営は国家が統括するようになった。1946年1月に中部ジャワ州のソロで会議が開催され、ハメンクブウォノ9世を会長とするインドネシアスポーツ委員会 (KONI) が立ち上げられた。
インドネシアは1948年当時独立を果たしていなかったため国際オリンピック委員会に加盟しておらず、同年に開催されたロンドンオリンピックに参加することができなかった。1948年5月1日、オリンピックに参加できなかったことに関してソロで緊急会議が開催された。この会議において、国内で体育大会を開催することを決定、第一回大会が1948年9月8日から9月12日まで開催された。
ペカン・オラフラガ・ナシオナル第一回大会の期間中、多くの競技部門でユニフォームシステムが試験導入された。それまで、ユニフォームについてはっきりとしたルールは定まっていなかった。後にHealth and Strength organizationと改名することになるバンドンのAurora Clubの場合、得点表示システムがウェイトリフティング競技で試験導入された。このウェイトリフティング競技では初代王者にカール・スギアントが輝いた。

## 大会結果

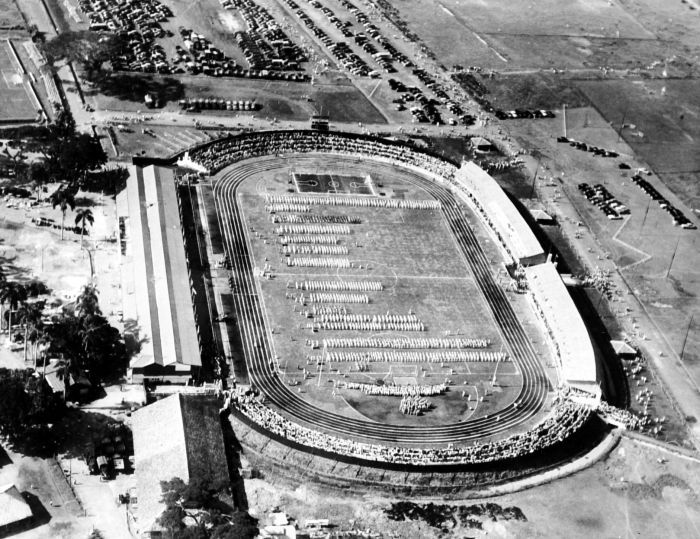
ジャカルタで開催された第二回大会の開会式

| 回    | 年度 | 開催地     | 開催州           | 開催期間                | 優勝者       |
| ----- | ---- | ---------- | ---------------- | ----------------------- | ------------ |
| I     | 1948 | スラカルタ | 中部ジャワ州     | 1948年9月8日-9月12日    | 中部ジャワ州 |
| II    | 1951 | ジャカルタ | ジャカルタ       | 1951年10月21日-10月28日 | 西ジャワ州   |
| III   | 1953 | メダン     | 北スマトラ州     | 1953年10月20日-10月27日 | 西ジャワ州   |
| IV    | 1957 | マカッサル | 南スラウェシ州   | 1957年9月27日-10月6日   | ジャカルタ   |
| V     | 1961 | バンドン   | 西ジャワ州       | 1961年9月23日-10月1日   | 西ジャワ州   |
| VI 1  | 1965 | ジャカルタ | ジャカルタ       | 1965年10月8日-11月10日  | -            |
| VII   | 1969 | スラバヤ   | 東ジャワ州       | 1969年8月26日-9月6日    | ジャカルタ   |
| VIII  | 1973 | ジャカルタ | ジャカルタ       | 1973年8月4日-8月15日    | ジャカルタ   |
| IX    | 1977 | ジャカルタ | ジャカルタ       | 1977年7月23日-8月3日    | ジャカルタ   |
| X     | 1981 | ジャカルタ | ジャカルタ       | 1981年9月19日-9月30日   | ジャカルタ   |
| XI    | 1985 | ジャカルタ | ジャカルタ       | 1985年9月9日-9月20日    | ジャカルタ   |
| XII   | 1989 | ジャカルタ | ジャカルタ       | 1989年10月18日-10月28日 | ジャカルタ   |
| XIII  | 1993 | ジャカルタ | ジャカルタ       | 1993年9月9日-9月19日    | ジャカルタ   |
| XIV   | 1996 | ジャカルタ | ジャカルタ       | 1996年9月9日-9月25日    | ジャカルタ   |
| XV    | 2000 | スラバヤ   | 東ジャワ州       | 2000年7月1日-7月19日    | 東ジャワ州   |
| XVI   | 2004 | パレンバン | 南スマトラ州     | 2004年9月2日-9月14日    | ジャカルタ   |
| XVII  | 2008 | サマリンダ | 東カリマンタン州 | 2008年7月6日-7月17日    | 東ジャワ州   |
| XVIII | 2012 | プカンバル | リアウ州         | 2012年9月9日-9月20日    | ジャカルタ   |
| XIX   | 2016 | バンドン   | 西ジャワ州       | 2016年                  |              |

1 9月30日事件のため中止